# Eugénie Mousny
Eugénie Mousny (Alexandrië, 23 juli 1911 - Lugano, 8 juni 2011) was een Zwitserse radiopresentatrice.

## Biografie
Eugénie Mousny was een dochter van Albert Mousny, een Belgische diplomaat, en van Fanny Hess. In 1946 huwde ze Rino Tami. In 1932 werd zij de eerste omroepster van Radio Monte Ceneri, waarmee ze de jongste radiostem was van Europa. Ze was bijzonder getalenteerd en speelde meteen een belangrijke rol in de programmering en productie van Italiaanstalige Zwitserse radio, maar bekleedde formeel een ondergeschikte functie. Ze ging voornamelijk aan de slag met traditioneel vrouwelijke thema's en maakte ze programma's voor vrouwen en kinderen. Ze stond tevens bekend om haar reportages en programma's bestemd voor Zwitsers in het buitenland. Volgens een reglement van de Zwitserse omroep SRG SSR dat tot in de jaren 1950 zou gelden, diende ze de omroep te verlaten na haar huwelijk. Ze overleed in 2011, enkele weken voor haar 100e verjaardag.